# Швец, Николай Яковлевич
Николай Яковлевич Швец (1 мая 1935, село Мохначка, Попельнянский район, Житомирская область — 19 апреля 2023) — советский и украинский юрист, член-корреспондент национальной академии правовых наук Украины, доктор экономических наук, профессор, заслуженный деятель науки и техники Украины, лауреат Государственной премии Украины в области науки и техники (1998), лауреат премии им. Ярослава Мудрого, полковник.

## Образование, учёная степень
Окончил Киевский институт народного хозяйства, техникум радиоэлектроники.
Подготовил и защитил кандидатскую и докторскую диссертации по специальности «Математические методы и вычислительная техника в управлении народным хозяйством и его отраслями» в Институте кибернетики им. В. М. Глушкова НАН Украины (1970, 1978).

## Трудовая деятельность
Основные этапы трудовой деятельности:
- Служил в армии и флоте (1956—1959 годы).
- Работал на оборонных предприятиях радиотехнической промышленности наладчиком радиоаппаратуры, мастером, инженером-программистом, заместителем начальника информационно-вычислительного центра по разработке автоматизированных систем управления (1959—1970)
- Работал в правоохранительных органах:
  - начальником отдела в аппарате МВД Украины,
  - начальником Республиканского научно-исследовательского информационного центра МВД,
  - профессором кафедры и начальником кафедры Академии МВД Украины (1970—1990 годы).
- с 1990 года — заведующий информационно-аналитическим отделом, руководитель управления (Центра) компьютеризированных информационных систем и сетей Верховной Рады Украины, директор украинской части проекта международной правовой информационной системы (GLIN),
- с 2001 года — директор Научно-исследовательского центра правовой информатики Академии правовых наук Украины, член Правительственной комиссии по вопросам реформирования системы информационно-аналитического обеспечения деятельности органов исполнительной власти, член рабочей группы по вопросам перспективного планирования законопроектной работы, член редколлегии ряда журналов, научно-технических и специализированных советов и комиссий.

Умер 19 апреля 2023 года.

## Научные работы и публикации
Имеет более 270 печатных работ, авторских свидетельств, в том числе 18 монографий и ряд внедренных проектов в области управления производством, моделирование, применение математических методов и вычислительной техники в исследованиях социально-экономических процессов, в законотворческой, правоприменительной и правоохранительной, судопроизводительной и правообразовательной деятельности.
Подготовил около 30 кандидатов и докторов экономических, юридических и технических наук.

## Общественная деятельность
- член консультативного совета по вопросам государственного строительства и правовой политики Верховной Рады Украины,
- заместитель председателя и член Консультационного совета по вопросам информатизации при Верховной Раде Украины.